# Station Crediton
Crediton is een spoorwegstation van National Rail in Crediton, Mid Devon in Engeland. Het station is eigendom van Network Rail en wordt beheerd door Great Western Railway. 

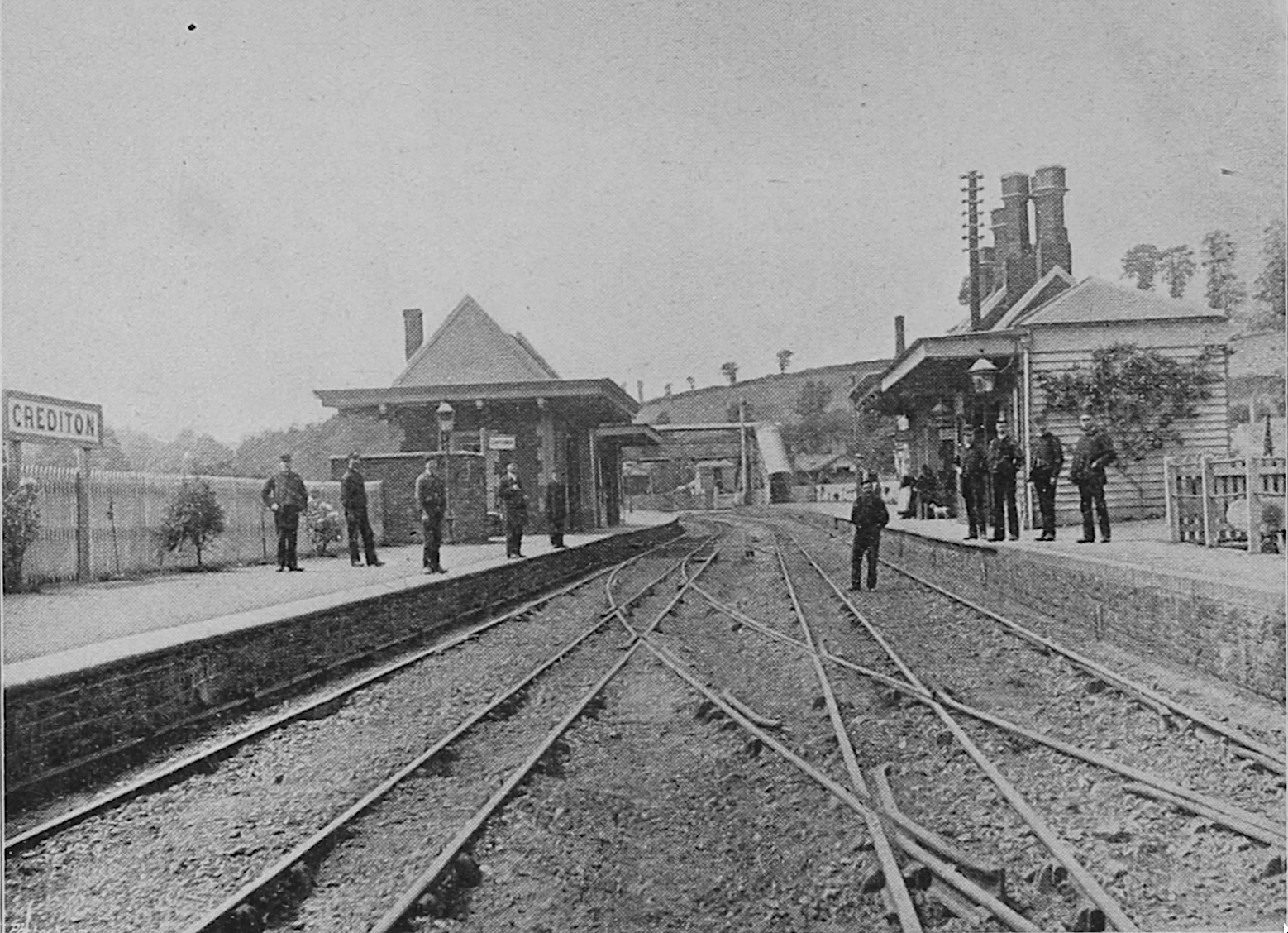
Station Crediton met normaalspoor en breedspoor (2140 mm)